# حساسية المناخ

حساسية المناخ هي مقدار ارتفاع درجة حرارة الأرض بسبب زيادة معينة في تركيز ثاني أكسيد الكربون (CO2). من الناحية التقنية، فإن حساسية المناخ هي متوسط التغير في درجة حرارة سطح الأرض استجابة للتغيرات في التأثير الإشعاعي، والفرق بين الطاقة التي يتلقاها كوكب الأرض والتي يبعثها. تُعد حساسية المناخ مقياسًا رئيسًا في علم المناخ.
تزداد حرارة سطح الأرض ضمن نتيجة مباشرة لزيادة ثاني أكسيد الكربون في الغلاف الجوي. وتعزز هذه الحرارة (وتكبحها) مجموعة من آليات ردود الفعل لتغير المناخ، مثل الزيادة في بخار الماء، وهو في حد ذاته غاز دفيئة فاعل. ولأن العلماء لا يعرفون بالضبط مقدار قوة ردود الفعل هذه، فمن الصعب التوقع بدقة مدى تأثير حساسية المناخ. إذا اتضح أن حساسية المناخ على الجانب المرتفع من التقديرات العلمية، فإن هدف اتفاق باريس الذي ينص على الحد من ظاهرة الاحتباس الحراري إلى أقل من 2 درجة مئوية (3.6 درجة فهرنهايت) سيكون صعب التحقيق.
اعتمادًا على المقياس الزمني، هناك طريقتان رئيستان لتحديد حساسية المناخ:
- حساسية المناخ المتوازن: هي الزيادة في درجة الحرارة التي قد تنتج عن مضاعفة تركيز ثاني أكسيد الكربون في الغلاف الجوي للأرض، بعد أن تصل ميزانية طاقة الأرض ونظام المناخ إلى التوازن. يُحتمل أن تكون حساسية المناخ المتوازن من 1.5 إلى 4.5 درجة مئوية (من 2.7 إلى 8.1 درجة فهرنهايت). والجداول الزمنية طويلة الأمد المرتبطة بحساسية المناخ المتوازن تجعل منه مقياسًا أقل أهمية بالنسبة لقرارات السياسة المتعلقة بتغير المناخ.
- الاستجابة المناخية المؤقتة: هي الزيادة في درجة الحرارة التي قد تحدث في الوقت الذي تضاعفت فيه تراكيز ثاني أكسيد الكربون، إذ تزداد تدريجيًا بنسبة 1% كل عام. ويرتبط هذا الرقم بسرعة ارتفاع درجة الحرارة. كلما طالت المدة لتضاعف التراكيز، تأخذ ردود الفعل وقتًا أطول لتبدأ. وتكون حساسية المناخ المتوازن أعلى من الاستجابة المناخية المؤقتة، إذ يشكل المحيط مصدًا لارتفاع درجة الحرارة ضمن المدى القصير.

تقدَّر حساسية المناخ عادة بثلاث طرق: استخدام الملاحظات المباشرة لدرجة الحرارة ومستويات غازات الدفيئة التي قيست خلال العصر الصناعي (الأنثروبوسين)، واستخدام درجة الحرارة المقدرة بشكل غير مباشر والبيانات الأخرى من الماضي البعيد للأرض، وعبر المحاكاة الحاسوبية لمختلف جوانب نظام المناخ.

## نظرة عامة

### تطبيقات
ارتفعت مستويات ثاني أكسيد الكربون من 280 جزء في المليون في القرن الثامن عشر إلى أكثر من 400 جزء في المليون اليوم. ولما كان ثاني أكسيد الكربون أحد غازات الدفيئة، فهو يعيق الطاقة الحرارية عن مغادرة الأرض. يجب أن يكون المعدل الذي تصل به الطاقة إلى الأرض -مثل ضوء الشمس- وتترك الأرض -كإشعاع حراري إلى الفضاء- متوازنًا، أو أن إجمالي كمية الطاقة الشمسية على الكوكب في أي وقت سوف يرتفع أو ينخفض. هذا يعني أن متوسط درجة حرارة الكوكب سوف يزداد أو ينقص. ويُسمى عدم التوازن بين طاقة الإشعاع الواردة والمنبعثة من الكوكب بالتأثير الإشعاعي. إذ يشع الكوكب الأكثر دفئًا الحرارة إلى الفضاء بشكل أسرع، لذا  في النهاية إلى توازن جديد، مع ارتفاع درجة حرارة الكواكب. ومع ذلك، فإن ارتفاع درجة حرارة الكوكب له تداعيات أيضًا. فهي ستزيد من الاحترار، ضمن حلقة من الارتجاع المتفاقم.
في عام 2012، وصل التأثير الإشعاعي الناجم عن ثاني أكسيد الكربون في الغلاف الجوي إلى نصف قوة تراكيز ثاني أكسيد الكربون المتضاعفة. وخلال نفس الفترة، ارتفعت درجة حرارة الأرض درجة مئوية واحدة (درجتي فهرنهايت). وتعَد حساسية المناخ الطريقة الرئيسة لتقييم تأثير ارتفاع تراكيز غازات الدفيئة، مثل ثاني أكسيد الكربون، على تغير درجة الحرارة.
نظرًا إلى أن اقتصاديات تخفيف التغير المناخي تعتمد كثيرًا على مدى سرعة تحقيق محايدة الكربون، يمكن أن يكون لتقديرات حساسية المناخ آثار مهمة اقتصاديًا وفي صنع السياسات. تشير إحدى الدراسات إلى أن تقليل الشك باستجابة المناخ المؤقتة إلى النصف يمكن أن يوفر تريليونات الدولارات. لكن نظرًا إلى أن العلماء غير متأكدين من دقة حساسية المناخ، فإن تقديرات تأثيرات غازات الدفيئة في درجات الحرارة في المستقبل تختلف؛ إذ يعني ارتفاع حساسية المناخ زيادة أكبر في درجة الحرارة. وإن خطورة هذا الغموض تجعل من اتخاذ إجراءات مناخية مهمة أمرًا صائبًا. إذا اتضح أن حساسية المناخ كانت على الجانب المرتفع من تقديرات العلماء، فسيكون من المستحيل تحقيق هدف اتفاق باريس المتمثل في الحد من ظاهرة الاحتباس الحراري إلى أقل من درجتين مئويتين، وسوف تتجاوز درجات الحرارة هذا الحد على الأقل مؤقتًا. وقدرت إحدى الدراسات أن الانبعاثات لا يمكن تخفيضها بسرعة كافية لتحقيق الهدف (2 درجة مؤية) إذا كانت حساسية المناخ المتوازن أعلى من 3.4 درجة مئوية (6.1 درجة فهرنهايت).

### التأثير الإشعاعي
التأثير الإشعاعي هو الخلل بين الإشعاع الوارد والمنبعث في الجزء العلوي من الغلاف الجوي (التربوبوز). يمكن أن يتغير التأثير الإشعاعي مع تغير تكوين الغلاف الجوي أو تأثير الظواهر في ميزانية الإشعاع. وتؤدي التغييرات في التأثير الإشعاعي إلى تغيرات طويلة الأمد في درجة الحرارة العالمية. ويُقاس التأثير الإشعاعي بالواط لكل متر مربع (W / m2)، أو اختلال الطاقة في الثانية لكل متر مربع. هناك عدد من العوامل التي يمكن أن تؤثر على التأثير الإشعاعي: زيادة إشعاع التيار الهابط الذي يحدث بسبب تأثير الدفيئة، وتقلب الإشعاع الشمسي بسبب التغيرات في مدار الأرض، والتغيرات في الإشعاع الشمسي، والتأثيرات المباشرة وغير المباشرة الناتجة عن الهباء الجوي (على سبيل المثال، التغيرات في الوضاءة بسبب غطاء السحب)، والتغيرات في استخدام الأراضي (أي إزالة الغابات، أو فقدان الغطاء الجليدي العاكس). في الأبحاث المعاصرة، أصبح فهم التأثير الإشعاعي لغازات الدفيئة أفضل. واعتبارًا من عام 2019، ما تزال هناك شكوك كبيرة حول الهباء الجوي.

## الأشكال المختلفة لحساسية المناخ
يرجع أحد عوامل حساسية المناخ مباشرةً إلى التأثير الإشعاعي، على سبيل المثال من خلال ثاني أكسد الكربون، والعوامل الأخرى الناشئة عن ردود فعل المناخ، سواء تفاقمها أو كبحها. التأثير الإشعاعي الناجم عن مضاعفة ثاني أكسيد الكربون في الغلاف الجوي.
قبل العصر الصناعي من 280 جزء في المليون إلى نحو 3.7 واط لكل متر مربع (W / m2). وفي غياب ردود الفعل، فإن هذا الخلل في الطاقة سيؤدي في النهاية إلى ما يقرب من 1 درجة مئوية (1.8 درجة فهرنهايت) من ظاهرة الاحتباس الحراري. إذ من السهل حساب ذلك باستخدام قانون ستيفان بولتزمان، وهو أمر مسلم به.
يرجع هذا الغموض كليًا إلى ردود الفعل في نظام المناخ. وهذا يشمل ردود فعل بخار الماء، وردود فعل وضاءة الجليد، وردود فعل الغيم، وردود الفعل معدل السقوط. بسبب القصور المناخي الذاتي، تعتمد حساسية المناخ على النطاق الزمني. وتُعرَّف «الاستجابة المؤقتة» بأنها استجابة درجة الحرارة على المقاييس الزمنية البشرية لنحو 70 عامًا، أما «حساسية المناخ المتوازن» هي الاستجابة على مدى قرون، وأخيرًا «حساسية نظام الأرض» هي الاستجابة على مدى آلاف السنين.
على الرغم من أن مصطلح «حساسية المناخ» يُستخدم عادةً لحساسية التأثير الإشعاعي الناتج عن ارتفاع ثاني أكسيد الكربون في الغلاف الجوي، وهي خاصية عامة لنظام المناخ. هناك أشياء أخرى يمكن أن تسبب اختلال التوازن الإشعاعي أيضًا. فحساسية المناخ هي التغير في درجة حرارة الهواء السطحي لكل وحدة تغيير في التأثير الإشعاعي، لذا يُعبّر عن وسيط حساسية المناخ بوحدات °C/(W/m2). وهو المقياس نفسه تقريبًا، بصرف النظر عن سبب التأثير الإشعاعي (على سبيل المثال من غازات الدفيئة أو التغير الشمسي). حين يُقصد بحساسية المناخ تغير درجة الحرارة لمستوى ثاني أكسيد الكربون في الغلاف الجوي ضعف المستوى قبل الصناعي، تُستخدم وحدة درجة سلسيوس (°C) للتعبير عنه.